# Peter Strasser (Philosoph)
Peter Strasser (* 28. Mai 1950 in Graz) ist ein österreichischer Autor und Professor für Philosophie im Ruhestand.

## Biographie
Nach dem Studium der Germanistik und der Philosophie habilitierte sich Peter Strasser 1980 im Fach Philosophie. Er war Universitätsprofessor am Institut für Rechtsphilosophie, Rechtssoziologie und Rechtsinformatik an der Karl-Franzens-Universität Graz. Seit Sommer 1999 unterrichtete er regelmäßig als Lektor und Gastprofessor an der Universität Klagenfurt. Seit Oktober 2015 ist Strasser offiziell im Ruhestand.
Strassers Arbeitsschwerpunkte liegen im Bereich der Philosophie, namentlich der Ethik, Metaphysik und Religionsphilosophie. In der Rechtsphilosophie befasst er sich besonders mit Fragen der theoretischen Kriminologie.
Von 1990 bis 1995 war Strasser Beirat des Avantgardefestivals steirischer herbst. Er konzipierte die Nomadologie der Neunziger.
Von 2003 bis Mai 2013 verfasste er die wöchentliche Kolumne Die vorletzten Dinge für die österreichische Tageszeitung Die Presse. Von November 2015 bis Ende Oktober 2016 die zweitägliche Kolumne Morgengrauen für das elektronische Format nzz.at. Seither erschienen in der NZZ zahlreiche Gastbeiträge Strassers. Von 2020 bis 2022 veröffentlichte Strasser für die Philosophiezeitschrift Hohe Luft. Für alle, die Lust am Lesen und Denken haben die Kolumne Tiefdruck, seit Anfang 2024 steuert er für die Sonntagsbeilage der Zeitschrift Kleine Zeitung vierzehntäglich die Kolumne „Eine Frage der Moral“ bei.

## Philosophie
Strassers Denken kreist um ein Phänomen, das er als ontologischen Überschuss bezeichnet. Laut Strasser äußert sich dieser einerseits in der erkenntnisleitenden Überzeugung, es müsse der Wissenschaft möglich sein, uns die Welt so zu zeigen, wie sie objektiv beschaffen ist. Zum anderen zeigt sich der Überschuss in der metaphysischen Sehnsucht, die Wahrheit als den Sinn zu realisieren, der dem Ganzen innewohnt.
Den dehumanisierenden Zug der Moderne erblickt Strasser in einer zunehmenden Immanenzverdichtung, welche das Immer-schon-über-uns-Hinaussein, das sich in Form eines ontologischen Überschusses in all unseren Erfahrungen manifestiert, ausblendet. Deshalb verteidigt Strasser einen Primat des Geistes gegen das naturalistische Weltbild, räumt aber ein, dass sich dieser Primat nicht positiv darstellen lässt, etwa in Form einer „alternativen“ wissenschaftlichen Theorie, sondern eine regulative Idee bleibt.
Strassers Schriften der letzten Jahre konzentrieren sich darauf, im Mythos Sinnbilder des ontologischen Überschusses herauszuarbeiten (siehe u. a. das Buch Apokalypse und Advent). Dessen Realpräsenz soll aber auch – und vor allem – in den einfachen Dingen des Alltags aufgezeigt werden (siehe das Buch Ewigkeitsdrang). 

## Publikationen
- Wirklichkeitskonstruktion und Rationalität. Ein Versuch über den Relativismus. Alber, Freiburg i. Br. / München 1980. ISBN 3-495-47431-5
- Verbrechermenschen. Zur kriminalwissenschaftlichen Erzeugung des Bösen. 1984. Neuausgabe: Campus, Frankfurt am Main 2005, ISBN 978-3-593-37747-6.
- Die verspielte Aufklärung. Suhrkamp, Frankfurt am Main 1986, ISBN 978-3-518-11342-4.
- Philosophie der Wirklichkeitssuche. Suhrkamp, Frankfurt am Main 1989, ISBN 978-3-518-11518-3.
- Der Freudenstoff. Zu Handke eine Philosophie. Residenz, Wien 1990, ISBN 978-3-7017-0665-5.
- Geborgenheit im Schlechten. Über die Spannung zwischen Kunst und Religion. Deuticke, Wien 1993.
- Große Gefühle. Über die Dinge, die sich nicht kaufen lassen. Residenz, Wien 1993, ISBN 978-3-7017-0822-2.
- Das Menschenmögliche. Späte Gedanken über den Humanismus. Deuticke, Wien 1998.
- Journal der letzten Dinge. Suhrkamp, Frankfurt am Main 1998, ISBN 978-3-518-12051-4.
- Der Weg nach draußen. Skeptisches, metaphysisches und religiöses Denken. Suhrkamp, Frankfurt am Main 2000, ISBN 3-518-12177-4. Vollständig bearbeitete Neuausgabe unter dem Titel Das unerreichbar Nahe. Eine Einführung in die Philosophie mit Blick auf die Grenze des Denkbaren. Karl Alber, Freiburg – München 2018, ISBN 978-3-495-49030-3.
- Der Gott aller Menschen. Eine philosophische Grenzüberschreitung. Styria, Graz 2002, ISBN 978-3-222-12953-7. Vollständige Neubearbeitung unter dem Titel Ist Religion Krieg? Was vom 'Gott aller Menschen' bleibt. Styria, Wien – Graz – Klagenfurt 2018, ISBN 978-3-222-13603-0.
- Gut in allen möglichen Welten. Der ethische Horizont. Schöningh, Paderborn 2004, ISBN 978-3-506-71760-3.
- Gibt es ein Leben nach dem Tod? Gehirne, Computer und das wahre Selbst. Fink, Paderborn 2004, ISBN 978-3-7705-4054-9. Durchgehend umgearbeitete und erweiterte Version: Die Sprengkraft des Humanismus. Ein Beitrag zur Politik der Seele. Alber, Freiburg – München 2020, ISBN 978-3-495-49150-8.
- Theorie der Erlösung. Eine Einführung in die Religionsphilosophie. Fink, Paderborn 2006, ISBN 978-3-7705-4238-3.
- Die vorletzten Dinge. Weltuntergänge aus Österreich. Molden 2006, ISBN 978-3-85485-178-3.
- Dunkle Gnade. Willkür und Wohlwollen. Fink, Paderborn 2007, ISBN 978-3-7705-4515-5.
- Warum überhaupt Religion? Der Gott, der Richard Dawkins schuf. Fink, Paderborn 2008, ISBN 978-3-7705-4676-3.
- Über Selbstachtung. Fink, Paderborn 2009, ISBN 978-3-7705-4797-5.
- Die einfachen Dinge des Lebens. Fink, Paderborn 2009, ISBN 978-3-7705-4734-0.
- Sehnsucht. Fink, Paderborn 2010, ISBN 978-3-7705-5029-6.
- Was ist Glück?. Über das Gefühl, lebendig zu sein. Fink, Paderborn 2011, ISBN 978-3-7705-5142-2.
- Kein Tag ohne Erleichterung. Vorletzte Dinge, zusammengestellt von Astrid Kury, mit Zeichnungen von Fritz Panzer. Residenz, St. Pölten – Salzburg – Wien 2012, ISBN 978-3-7017-1589-3.
- Unschuld. Das verfolgte Ideal. Fink, Paderborn 2012, ISBN 978-3-7705-5297-9.
- Wie es ist, ein Philosoph zu sein. Strebers Erzählungen. Fink, Paderborn 2012, ISBN 978-3-7705-5405-8.
- Ratlosigkeit. Ein Stimmungsbericht. Fink, Paderborn 2013, ISBN 978-3-7705-5525-3.
- Immer wieder dasselbe und am besten nichts Neues. Die Weisheit des Austrobuddhismus. Braumüller, Wien 2014, ISBN 978-3-99200-112-5.
- Kümmre dich um deine Angelegenheiten. Über die Selbstsorge. Fink, Paderborn 2014, ISBN 978-3-7705-5675-5.
- Diktatur des Gehirns. Für eine Philosophie des Geistes. Fink, Paderborn 2014, ISBN 978-3-7705-5758-5.
- Lust. Ein Anstandsbuch. Braumüller, Wien 2015, ISBN 978-3-99200-137-8.
- Ein Quäntchen Trost. Nachträge zur Glückseligkeit. Fink, Paderborn 2015, ISBN 978-3-7705-5843-8.
- Die Welt als Schöpfung betrachtet. Eine stille Subversion. Fink, Paderborn 2015, ISBN 978-3-7705-5988-6.
- Achtung Achtsamkeit! Braumüller, Wien 2016, ISBN 978-3-99200-160-6.
- Von Göttern und Zombies. Die Suche nach Lebendigkeit. Fink, Paderborn 2016, ISBN 978-3-7705-6026-4.
- Ontologie des Teufels. Mit einem Anhang: Über das Radikalgute. Fink, Paderborn 2016, ISBN 978-3-7705-6108-7.
- Morgengrauen. Journal zum philosophischen Hausgebrauch. Fink, Paderborn 2017 (erschienen 2016), ISBN 978-3-7705-6144-5.
- Mein Abendland. Versuch über das unerreichbar Nahe. Fink, Paderborn 2017, ISBN 978-3-7705-6210-7.
- Idioten des Absoluten. Über das Weltfremde in uns. Fink, Paderborn 2017, ISBN 978-3-7705-6259-6.
- Spenglers Visionen: Hundert Jahre Untergang des Abendlandes. Braumüller, Wien 2018, ISBN 978-3-99100-238-3
- Land inmitten. Vermischte Bemerkungen nebst gemischten Gefühlen für Leser, welche dem Untergang des Abendlandes entronnen sind. Edition Faust, Frankfurt am Main 2018, ISBN 978-3-945400-51-7.
- Gehirn ohne Geist. Die Vertreibung des Menschen aus der Wissenschaft. Reihe reflexe Nr. 54, Schwabe, Basel 2018, ISBN 978-3-7965-3872-8.
- Die ganze Wahrheit. Aufklärung über ein Paradoxon. Reihe reflexe Nr. 61, Schwabe, Basel 2019, ISBN 978-3-7965-3947-3.
- Kritik der Spiritualität. Warum uns die Welt nicht genug ist. Reihe reflexe Nr. 65, Schwabe, Basel 2020, ISBN 978-3-7965-4161-2.
- Des Teufels Party. Geht die Epoche des Menschen zu Ende? Sonderzahl, Wien 2020, ISBN 978-3-85449-553-6.
- Umdrehen und Weggehen. Eine Ethik der Abwendung. Braumüller, Wien 2020, ISBN 978-3-99200-275-7.
- Kleiner Sisyphos der großen Worte. Alber, Freiburg/München 2021, ISBN 978-3-495-49239-0.
- Eine Hölle voller Wunder. Spätes Philosophieren. Sonderzahl, Wien 2021, ISBN 978-3-854-49585-7.
- Apokalypse und Advent. Warum wir da gewesen sein werden. Sonderzahl, Wien 2022, ISBN 978-3-85449-6076.
- Ewigkeitsdrang. Sonderzahl, Wien 2024, ISBN 978-3-85449-6465.

## Ehrungen
- 2014: Österreichischer Staatspreis für Kulturpublizistik
- 2025: Ehrenzeichen des Landes Steiermark für Wissenschaft, Forschung und Kunst[5]

## Nachweise
1. ↑  Horst Gerhard Haberl, Peter Strasser (Hrsg.): Nomadologie der Neunziger, Cantz, Ostfildern 1995
2. ↑  Vgl. etwa: Peter Strasser: «Demokratisierung» des Hasses: Masse, Meute, Mob. In: Neue Zürcher Zeitung. 9. Januar 2017, ISSN 0376-6829 (nzz.ch [abgerufen am 7. März 2017]).
3. ↑  P. Strasser: Der ontologische Überschuss, in: Weltbilder in den Wissenschaften, hg. v. E. Brix, Böhlau, Wien 2005, S. 49 ff.
4. ↑  Diktatur des Gehirns, s. u. „Publikationen“, 2014
5. ↑  Ehrenzeichen des Landes Steiermark überreicht. In: steiermark.at. 12. Mai 2025, abgerufen am 15. Mai 2025.

| Personendaten    | Personendaten              |
| ---------------- | -------------------------- |
| NAME             | Strasser, Peter            |
| KURZBESCHREIBUNG | österreichischer Philosoph |
| GEBURTSDATUM     | 28. Mai 1950               |
| GEBURTSORT       | Graz                       |